# David Læby
David Læby (født 1969 i Korsør) er en dansk forfatter.
Læby er bachelor i dansk og kønsforskning og debuterede som forfater i 1989. Han har tidligere modtaget Statens Kunstfonds 3-årige stipendium samt fondens arbejdslegat.